# Labeo boga
Labeo boga és una espècie de peix cipriniforme de la família dels ciprínids. Es troba al Pakistan, l'Índia, Bangladesh, el Nepal i Myanmar.
Els mascles poden assolir els 30 cm de longitud total.